# Yevdokiya Bershanskaya
Yevdokiya Davidovna Bershanskaya (em russo: Евдокия Давыдовна Бершанская; 6 de fevereiro de 1913, Stavropol - 16 de setembro de 1982, em Moscou) foi a comandante regimental do 46º Regimento de Aviação de Bombardeiros Noturnos dos Guardas Taman durante a Segunda Guerra Mundial e se tornou a única mulher a receber o prêmio da Ordem de Suvorov. Sob seu comando, vinte e três aviadoras do regimento se tornaram Heroínas da União Soviética por suas bem-sucedidas missões de bombardeio contra o Eixo.

## Vida pregressa
Bershanskaya nasceu em 6 de fevereiro de 1913 em Dobrovolnoye, parte de Stavropol, no que era então o Império Russo. Depois que seus pais morreram na Guerra Civil Russa, ela foi criada por seu tio. Depois de se formar na escola secundária em Blagodarny, ela se matriculou na Escola de Pilotos de Bataysk em 1931, onde depois de se formar treinou outros pilotos de 1932 a 1939, antes de ser nomeada comandante do 218º Esquadrão de Operações Especiais de Aviação e se tornar membra da Câmara Municipal de Krasnodar. Antes da invasão alemã da União Soviética, ela se casou com Pyotr Bershansky, com quem teve um filho, mas o casamento rapidamente se desfez. Ela continuou usando o sobrenome Bershanskaya até se casar com seu segundo marido, Konstantin Bocharov, após o fim da guerra.

## Segunda Guerra Mundial
Em 1941, Marina Raskova obteve a aprovação de Stalin para formar três regimentos de aviação femininos: o 586º Regimento de Aviação de Caça, o 587º Regimento de Aviação de Bombardeiros e o 588º Regimento de Bombardeiros Noturnos. Como piloto com dez anos de experiência, Bershanskaya foi escolhida para liderar o 588º Regimento de Bombardeiros Noturnos, que pilotava biplanos Polikarpov Po-2. Em 1943, o regimento recebeu as designações da Guarda e foi reorganizado como o 46º Regimento de Aviação de Bombardeiros Noturnos da Guarda. Mais tarde, ela foi premiada com a Ordem do Estandarte Vermelho. As mulheres pilotos eram tão ferozes e precisas que os soldados alemães começaram a chamá-las de Bruxas da Noite. Eles eram chamados assim porque, muitas vezes, durante as missões, eles reduziam os motores de seus aviões à marcha lenta e planavam sobre seus alvos antes de lançar suas bombas e trazer o motor de volta à potência máxima. Desde sua formação até sua dissolução em outubro de 1945, o regimento permaneceu totalmente feminino. Coletivamente, elas voaram mais de 23 000 surtidas e lançaram mais de 3 000 toneladas de bombas sobre as forças inimigas.
Além das vinte e três membras do regimento que receberam o título de Heroína da União Soviética, duas foram após declaradas Heroínas da Federação Russa e uma recebeu o título de Heroína do Cazaquistão.

## Vida posterior
Após a guerra, Yevdokia casou-se com Konstantin Bocharov, o comandante do 889º Regimento de Aviação de Bombardeiros Noturnos Leves, que havia trabalhado em estreita colaboração com o 46º Regimento de Bombardeiros Noturnos de Guardas durante a guerra em que se conheceram. O casamento contou com a presença de muitos membros de seus regimentos. Juntos, eles tiveram três filhas. Em 1975, ela recebeu o título de Cidadã Honorária de Krasnodar. Ela morava em Moscou, onde morreu de ataque cardíaco em 1982 e foi enterrada no Cemitério Novodevichy.